# Dervisjebi
Dervisjebi (georgiska: დერვიშები) är en georgisk musikgrupp. Gruppen bildades under 2010 och marknadsför sig genom sociala medier som Youtube. En av gruppens största framgångar är gruppens egna tolkningar av den klassiska georgiska låten Suliko. Man har exempelvis gjort en Mando Diao-version och en Outkast-version av låten.

## Medlemmar

### Gruppmedlemmar
- Guga Gegetjkori
- Vacho Kavtaradze
- Sopo Sebiskveradze
- Levan Lominadze
- Rezo Bliadze
- David Gabunia